# Długi Staw Gąsienicowy
Długi Staw Gąsienicowy je ledovcové jezero ve skupině Gąsienicowých Stawů ve Vysokých Tatrách v Polsku. Je druhým nejvýše položeným plesem v západní části, nazývané Dolina Zielona Gąsienicowa, přičemž nejvýše položený je Zadni Staw Gąsienicowy. Má rozlohu 1,5930 ha a je 254 m dlouhé a 100 m široké. Dosahuje maximální hloubky 10,6 m a objem vody v něm činí 81 060 m³. Leží v nadmořské výšce 1783 m.

## Okolí
Jezero má protáhlý tvar ze severu na jih, od nějž je odvozen jeho název. Západně od plesa klesá práh, pod nímž se nachází nižší patro Zieloné Gąsienicowe doliny s Czerwonymi Stawki Gąsienicowymi a Kurtkowcem. Na jihovýchodě leží o několik desítek metrů výše Zadni Staw Gąsienicowy. Východně se nad plesem zvedá hřeben Kościelce

## Vodní režim
Ve vzdálenosti 20 severozápadně od jižního konce do jezera ústí potok ze Zadneho Stawu a voda odtéká ze severního cípu plesa na sever a posléze se stáčí na západ do Niżneho Czerwoneho Stawku. Rozměry jezera v průběhu času zachycuje tabulka:
| Rok  | Měření prováděl  | Rozloha ha | Délka m | Šířka m | Hloubka max.m | Objem m³ |
| ---- | ---------------- | ---------- | ------- | ------- | ------------- | -------- |
| —    | WET              | 1,58       | 254     | 100     | 10,6          | —        |
| 2004 | satelitní snímek | 1,564      | —       | —       | —             | —        |
| 2005 | Gregor, Pacl     | 1,5930     | —       | —       | 10,6          | 81 060   |

## Přístup
Modrá turistická značka vede několik metrů od jeho severního břehu. Jezero je přístupné:
- po  modré turistické značce od chaty Murowaniec k Czarnemu Stawu Gąsienicowemu a dále
  - po  zelené turistické značce na sedlo Karb a dále
    - po  modré turistické značce k plesu
- po  černé turistické značce od dolní stanice lanovky na Kasprov vrch k rozcestí 50 m západně od plesa a dále
  - po  modré turistické značce k plesu